# Gerhard Wästfelt
Gerhard Wästfelt, född den 22 december 1828 på Harg i Allhelgona socken, Södermanlands län, död den 24 september 1899 på Drottningholm i Lovö församling, Stockholms län, var en svensk läkare. Han tillhörde adelsätten Wästfelt och var kusin till Ludvig Henrik Benjamin, Fredrik Adolf, Alexander Johan och Axel Georg Wästfelt.
Wästfelt avlade medicine licentiatexamen vid Uppsala universitet 1862. Han var 1867–1876 livmedikus hos änkedrottning Josefina och 1878–1898
tjänstgörande läkare hos drottning Sofia. Wästfelt blev 1898 förste livmedikus samt var sedan 1876 styrelseledamot och läkare vid Konung Oskar I:s minne. Han promoverades till hedersdoktor vid jubelfesten i Uppsala 1893. Wästfelt författade bland annat Om dryckenskapens tillstånd och fysiska följder i Sverige under åren 1861–1877 (i "Svenska läkaresällskapets Nya handlingar Serie II", del VII) och artiklar i Nordisk familjebok. Han blev riddare av Vasaorden 1869 och av Nordstjärneorden 1875 samt kommendör av första klassen av Vasaorden 1883 och av Nordstjärneorden 1894.